# Anisopodus varius
Anisopodus varius là một loài bọ cánh cứng trong họ Cerambycidae.